# 24 Persei
24 Persei, som är stjärnans Flamsteed-beteckning, är en ensam stjärna belägen i den södra delen av stjärnbilden, Perseus. Den har en skenbar magnitud på ca 4,94 och är svagt synlig för blotta ögat där ljusföroreningar ej förekommer. Baserat på parallax enligt Gaia Data Release 2 på ca 9,7 mas, beräknas den befinna sig på ett avstånd på ca 337 ljusår (ca 103 parsek) från solen. Den rör sig närmare solen med en heliocentrisk radialhastighet av ca -37 km/s.

## Egenskaper
24 Persei är orange till gul jättestjärna av spektralklass K2 III, som har förbrukat förrådet av väte i dess kärna och nu utvecklats bort från huvudserien. Den har en massa som är ca 1,6 solmassor, en radie som är ca 24 solradier och utsänder ca 185 gånger mera energi än solen från dess fotosfär vid en effektiv temperatur på ca 4 400 K.